# Joeri Skobov
Joeri Georgijevitsj Skobov (Russisch: Юрий Георгиевич Скобов) (Klimovo (Oblast Brjansk), 13 maart 1949 – 5 augustus 2024) was een Russisch langlaufer. 

## Carrière
Skobov won tijdens de Olympische Winterspelen 1972 de gouden medaille in de estafette, individueel was Skobov als vijfde geëindigd op de 15 kilometer. Tijdens de wereldkampioenschappen van 1974 won SKobov de zilveren medaille op de estafette.
Skobov overleed op 5 augustus 2024 op 75-jarige leeftijd.

## Belangrijkste resultaten

### Olympische Winterspelen
| Editie | Plaats    | Resultaten                       |
| ------ | --------- | -------------------------------- |
| 1972   | Sapporo   | 5e 15 km · 15e 30 km · estafette |
| 1976   | Innsbruck | 16e 15 km                        |

### Wereldkampioenschappen langlaufen
| Jaar | Plaats    | Resultaten                       |
| ---- | --------- | -------------------------------- |
| 1972 | Sapporo   | 5e 15 km · 15e 30 km · estafette |
| 1974 | Falun     | estafette                        |
| 1976 | Innsbruck | 16e 15 km                        |